# Saint-Priest-en-Jarez

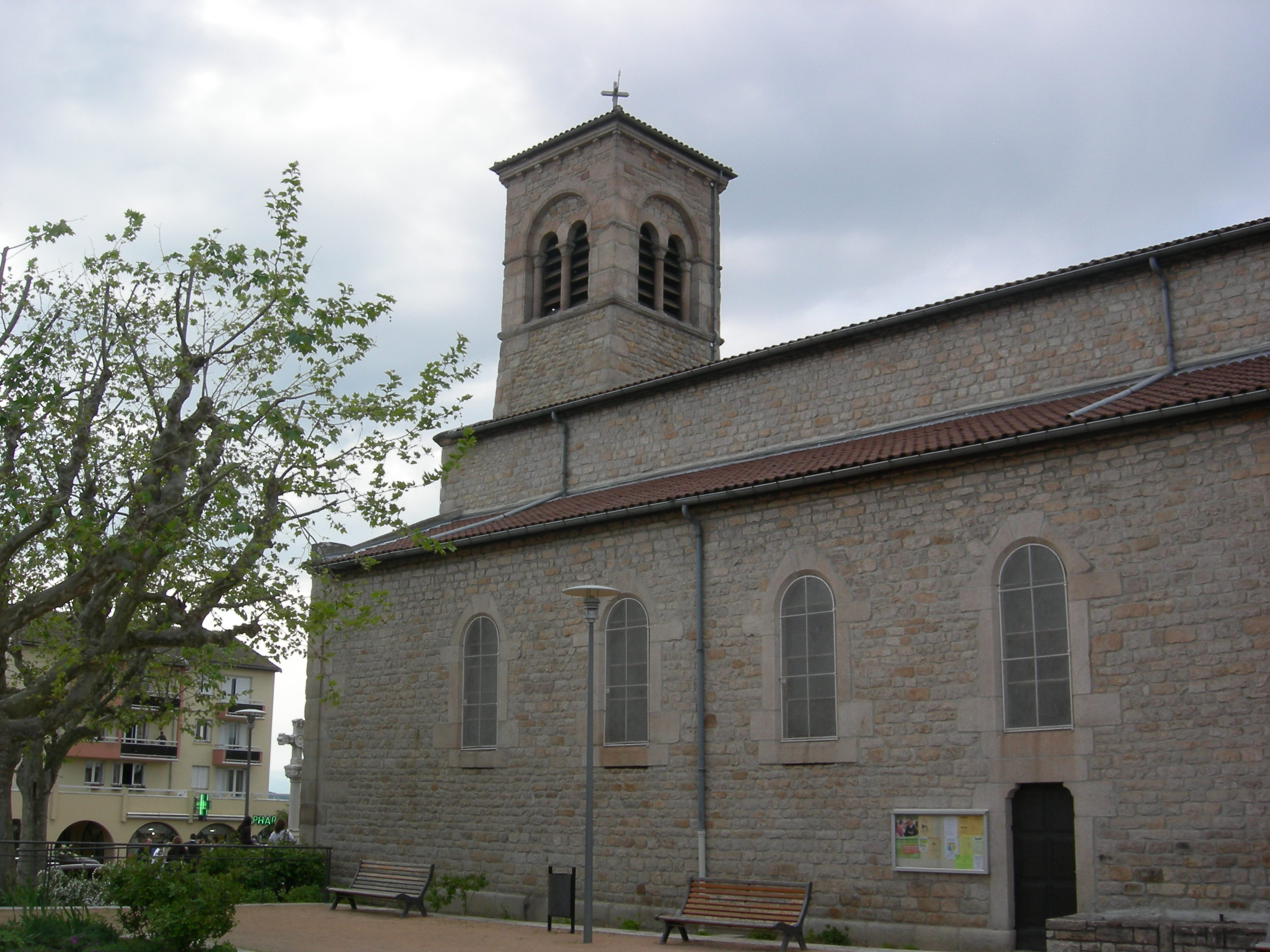
Kościół w Saint-Priest-en-Jarez, 2009

Saint-Priest-en-Jarez – miejscowość i gmina we Francji, w regionie Owernia-Rodan-Alpy, w departamencie Loara. Nazwa miejscowości pochodzi od imienia św. Projekta.
Według danych na rok 1990 gminę zamieszkiwały 5673 osoby, a gęstość zaludnienia wynosiła 1848 osób/km² (wśród 2880 gmin regionu Rodan-Alpy Saint-Priest-en-Jarez plasuje się na 152. miejscu pod względem liczby ludności, natomiast pod względem powierzchni na miejscu 1644.).